# Pike Hill Brook
Der Pike Hill Brook ist ein 4,8 km langer Fluss im Orange County im US-Bundesstaat Vermont. 
Er entspringt 4 Kilometer nordöstlich von West Corinth in einem Waldgebiet abseits der Richardson Road. Er fließt anfangs in südöstliche Richtung, um in etwa der Hälfte seines Laufs nach Nordosten einzuschwenken. Er mündet bei East Corinth in den Waits River.
Der Fluss am Pike Hill spielte zwischen 1847 und 1919 eine zentrale Rolle im Kupferbergbau. Bis heute ist das Ökosystem des Flusses durch den Abbau mit Schwermetallen belastet und Superfund-Fläche.